# اولیویا رودریگو
اولیویا ایزابل رودریگو  (انگلیسی: Olivia Isabel Rodrigo؛ زادهٔ ۲۰ فوریهٔ ۲۰۰۳) خواننده-ترانه‌سرا و بازیگر آمریکایی است. او در اواخر دههٔ ۲۰۱۰ با نقش‌های اصلی در مجموعه‌های تلویزیونی دیزنی—بیزاردوارک و دبیرستان موزیکال: موزیکال: سریال—نگاه عموم را به خود جلب کرد.
پس از بستن قرارداد با گفن و اینترسکوپ رکوردز در ۲۰۲۰، رودریگو نخستین تک‌آهنگش «گواهی‌نامه رانندگی» را منتشر کرد که رکوردهای گوناگونی شکست و یکی از پرفروش‌ترین ترانه‌های ۲۰۲۱ شد و او را به شهرت سوق داد. فعالیت موسیقی او در همان سال با تک‌آهنگ‌های «دژا وو» و «خوش به حالت» ادامه پیدا کرد و خیلی زود نخستین آلبومش ترش را منتشر کرد که با موفقیت هنری و تجاری مواجه شد. او سه جایزهٔ گرمی کسب کرد.
رودریگو به سه تک‌آهنگ نامبروان در بیلبورد هات ۱۰۰، یک آلبوم نامبروان در بیلبورد ۲۰۰ و پنج گواهی‌نامهٔ مولتی‌پلاتینی از سوی انجمن صنعت ضبط موسیقی ایالات متحده آمریکا دست یافته است. او علاوه بر سایر افتخارات، یک جایزهٔ موسیقی آمریکا، هفت جایزهٔ موسیقی بیلبورد و سه جایزهٔ موسیقی ویدئوی ام‌تی‌وی برنده شده است. مجلهٔ تایم در ۲۰۱۰ او را سرگرمی‌ساز سال و بیلبورد در ۲۰۲۲ او را زن سال نامید.

## اوایل زندگی
اولیویا ایزابل رودریگو در ۲۰ فوریه سال ۲۰۰۳ در تموکولا، کالیفرنیا به دنیا آمد. پدرش فیلیپینی نسب و مادرش آلمانی ایرلندی است. رودریگو از سن شش سالگی در کلاس‌های خوانندگی و بازیگری شرکت می‌کرد، پس از آن شروع به بازیگری در تئاتر مدرسه ابتدایی لیسا جی میلز و مدرسه راهنمایی دوروتی مکلهینی کرد. او همچنین برای نقش آفرینی در سریال بیزاردوارک، از موریتا به لس آنجلس نقل مکان کرد.

## حرفه

### حرفه بازیگری
رودریگو برای اولین بار در تبلیغات اولد نیوی روی صفحه ظاهر شد. اندکی پس از آن در سال ۲۰۱۵، او اولین بازی خود را با ظاهر شدن در نقش اصلی گریس توماس در فیلم ویدئویی An American Girl: Grace Stirs Up Success انجام داد. در سال ۲۰۱۶، رودریگو به خاطر بازی در نقش پیج اولورا، گیتاریست سریال بیزاردوارک شبکه دیزنی، به رسمیت شناخته شد. وی در سه فصل این نقش را بازی کرد.
در فوریه ۲۰۱۹، وی نقش اصلی نینی سالازار-رابرتز را در سریال دبیرستان موزیکال: موزیکال: سریال دیزنی پلاس بازی کرد، که در نوامبر همان سال به نمایش درآمد؛ برای موسیقی متن سریال، رودریگو «تمام چیزی که می‌خوام» را خودش و «فقط برای یک لحظه» را به همراه همبازی‌اش جاشوا باست نوشت. رودریگو به خاطر اجرایش ستوده شد، و جوئل کلر از دسایدر وی را «مخصوصاً مغناطیسی» توصیف کرد.

### حرفه موسیقی
رودریگو در سال ۲۰۲۰ با اینترسکوپ رکوردز و گفن رکوردز قرارداد بست. در ۸ ژانویه ۲۰۲۱، او اولین تک‌آهنگ خود را به نام «گواهی‌نامه رانندگی» منتشر کرد، که به همراه تهیه‌کننده دن نیگرو این آهنگ را نوشت. در طی هفته انتشار، «گواهی‌نامه رانندگی» مورد تحسین منتقدان قرار گرفت، و رکورد اسپاتیفای را در دو مرتبه برای بیشترین پخش روزانه یک آهنگ غیر تعطیلاتی با بیش از ۱۵٫۷ میلیون پخش جهانی در ۱۱ ژانویه، و در روز بعد با بیش از ۱۷ میلیون پخش جهانی، شکست. این آهنگ در جایگاه اول بیلبورد هات ۱۰۰ قرار گرفت، و همچنین در استرالیا، ایرلند، نیوزیلند، هلند، نروژ و بریتانیا به جایگاه اول چارت‌ها رسید. رودریگو در مصاحبه ای گفت که «این کاملاً دیوانه کننده‌ترین هفته زندگی من بوده است … تمام زندگی من در یک لحظه تغییر کرد.»
در اول آوریل ۲۰۲۱، رودریگو به دنبال آن تک‌آهنگ «دژا وو» را منتشر کرد، که در جایگاه هشتم بیلبورد هات ۱۰۰ قرار گرفت، و او را به اولین هنرمندی تبدیل کرد که دو انتشار اولش در ۱۰ تای برتر هات ۱۰۰ قرار می‌گیرد. سومین تک‌آهنگ او تا قبل از انتشار اولین آلبومش، به نام «خوش به حالت» در ۱۴ مه ۲۰۲۱ منتشر شد و به دومین تک‌آهنگ او در جایگاه اول هات ۱۰۰ تبدیل شد. اولین آلبوم استودیویی او به نام ترش در ۲۱ مه ۲۰۲۱ منتشر شد، که با تحسین منتقدان همراه بود. چارلی گان از د فورتی-فایو آن را «بزرگ‌ترین آلبوم سن بلوغ پس از اوایل تیلور سوئیفت یا لرد» خواند،و رابین موری از کلش، رودریگو را یکی از بهترین هنرمندان نسل زد در نظر گرفت.

#### سبک موسیقی و تأثیرات
رودریگو از تیلور سوئیفت و لرد به عنوان خوانندگان مورد علاقه و الهام‌بخش‌های اصلی‌اش در موسیقی یاد می‌کند. وی خود را «بزرگ‌ترین [طرفدار سوئیفت] در کل جهان» توصیف کرد. رودریگو همچنین از فیونا اپل، سنت وینسنت و کاردی بی به عنوان تأثیراتش نام می‌برد.

## زندگی شخصی
رودریگو سخنران و عضو هیئت مدیرهٔ مؤسسهٔ جینا دیویس دربارهٔ جنسیت در رسانه‌ها است.

## آلبوم‌شناسی
- ترش (۲۰۲۱)
- جرئت (۲۰۲۳)

## فیلم‌شناسی
| سال        | عنوان                                    | نقش                 | یادداشت                                                |
| ---------- | ---------------------------------------- | ------------------- | ------------------------------------------------------ |
| ۲۰۱۵       | An American Girl: Grace Stirs Up Success | گریس توماس          | فیلم ویدئویی                                           |
| ۲۰۱۶–۲۰۱۹  | بیزاردوارک                               | پیج اولورا          | نقش اصلی                                               |
| ۲۰۱۷       | دختر جدید                                | ترینا               | قسمت: «بزرگسال جوان»                                   |
| ۲۰۱۹–اکنون | دبیرستان موزیکال: موزیکال: سریال         | نینی سالازار-رابرتز | نقش اصلی                                               |
| ۲۰۲۱       | پخش زنده شنبه شب                         | خودش                | مهمان موسیقایی؛ قسمت: «کیگان-مایکل کی/اولیویا رودریگو» |

## جوایز و نامزدی‌ها
| جایزه                    | سال  | دریافت‌کننده(ها) و نامزد(ها) | دسته‌بندی            | نتیجه | منبع.  |
| ------------------------ | ---- | --------------------------- | ------------------- | ----- | ------ |
| جوایز موسیقی آی‌هارت‌رادیو | ۲۰۲۱ | خودش                        | جایزه ستاره اجتماعی | برنده | [ ۴۴ ] |
| تایم ۱۰۰ نکست            | ۲۰۲۱ | خودش                        | پدیده‌ها             | برنده | [ ۴۵ ] |